# Землер, Генрих
Генрих Землер (нем. Heinrich Semler; 1841—1888) — немецкий сельскохозяйственный писатель.

## Биография
Много странствовал по Европе и Америке в качестве коммивояжера и затем колониста; потеряв благоустроенные им имения сначала в Орегоне, потом в Калифорнии, поселился в Сан-Франциско.
Землер тщательно изучал тропическую агрикультуру, предпринимая для этой цели большие путешествия (в том числе в Австралию), и написал несколько сочинений, в своё время ценных для знакомства с положением сельского хозяйства в Америке:
- «Die wahre Bedeutung und die wirklichen Ursachen der nordamer. Konkurrenz in der landwirtschaftlichen Produktion» (1881); «Die nordamer. Bindviehzucht u. Milchwirtschaft» (1881);
- «Die Hebung der obstverwertung und des Obstbaues nach den Erfahrungen durch die nordamer. Konkurrenz» (1883) — сочинение, открывшее эпоху в немецком садоводстве и премированное обществом немецких помологов;
- «Oregon nach eignen Beobachtungen» (1883);
- «Das Reisen nach und In Nordamerika, den Tropenländern etc.» (1884);
- «Die tropische Agrikultur» (1886-1888);
- «Tropische und nordamer. Waldwirtschaft u. Holzkunde» (1888).